# Kimon
Kimon (død 450 f.Kr.) var en athensk statsmand og strateg/general. Han var søn af Miltiades og giftede sig med sin grandniece (af Kleisthenes). I årene 478-461 f.Kr. var han ledende athenske feltherre, hvorved han førte Det Deliske Søforbunds flåde til sejr over perserne i slagene ved Eurymedon 466/469 f.Kr. og Salamis på Cypern 450 f.Kr. Han søgte forgæves at fastholde det gode forhold mellem Athen og Sparta. 
I 462 f.Kr. modsatte han sig Efialtes' reformer, som betød en yderligere demokratisering af den athenske bystat. Hans vedholdende modstand mod reformerne førte til, at han i 461 f.Kr. blev pålagt en tiårig landsforvisning ved ostrakisme.